# Michał Paleolog (syn Jana V)
Michał Paleolog (gr. Μιχαήλ Παλαιολόγος) (ur. po 1351, zm. 1376/1377) – syn cesarza bizantyńskiego Jana V Paleologa i Heleny Kantakuzeny, gubernator Mesembrii, pretendent do tronu cesarstwa Trapezuntu. 

## Życiorys
Urodził się po 1351 roku, jako trzeci lub czwarty syn cesarza Jana V Paleologa. Został podniesiony do rangi despoty w nieznanym terminie. Jego żoną była nieznana z imienia księżniczka bułgarska, córka Dobroticy. W 1366 towarzyszył ojcu podczas wizyty w Budzie na Węgrzech, gdzie ojciec szukał pomocy przed Turkami. Od około 1371 był gubernatorem portu Mesembria na wybrzeżu Morza Czarnego w Tracji. W listopadzie 1373 roku popłynął do Trapezuntu, gdzie próbował przejąć tron. Został zamordowany. 